# Nikolaj Rožič
Nikolaj »Niko« Martin Rožič, slovenski inženir gradbeništva in geodezije ter politik, * 21. november 1937, † 2018
Bil je poslanec z liste LDS v 2. državnem zboru Republike Slovenije.

## Življenjepis
Diplomiral je na FAGG v Ljubljani in se zaposlil na Vodni skupnosti za porečje Savinje in Sotle v Celju. Končal je še višješolski študij gradbeništva v Mariboru. Soustanovil in vodil je poslovno skupnost HIDROGEA s sedežem v Mariboru, ki je v 90. letih nehala delovati. Združevala je šest slovenskih vodnogospodarskih podjetij, Geološki zavod Ljubljana in Vodnogospodarski inštitut Ljubljana. Bil je ustanovni član Društva vodarjev Slovenije, član Odbora za vodno gospodarstvo Biroja za gradbeništvo Slovenije in Gospodarske zbornice Slovenije.